# The Grateful Dead (musikalbum)
The Grateful Dead är det amerikanska rockbandet Grateful Deads debutalbum, utgivet i mars 1967. Det producerades av David Hassinger, som tidigare arbetat med The Rolling Stones och Jefferson Airplane.

## Låtlista
1. "The Golden Road (To Unlimited Devotion)" (Garcia/Kreutzman/Lesh/McKernan/Weir) - 2:07
2. "Beat It on Down the Line" (Jesse Fuller) - 2:27
3. "Good Morning Little Schoolgirl" (Sonny Boy Williamson) - 5:56
4. "Cold Rain and Snow" (trad.) - 2:25
5. "Sitting on Top of the World" (Lonnie Chatmon/Walter Vinson) - 2:01
6. "Cream Puff War" (Jerry Garcia) - 2:25
7. "Morning Dew" (Bonnie Dobson/Tim Rose) - 5:00
8. "New, New Minglewood Blues" (trad.) - 2:31
9. "Viola Lee Blues" (Noah Lewis) - 10:01

## Medverkande
- Jerry Garcia - gitarr, sång
- Bob Weir - gitarr, sång
- Ron "Pigpen" McKernan - keyboards, munspel, sång
- Phil Lesh - bas, sång
- Bill Kreutzmann - trummor